# 高山南芥
高山南芥（学名：Arabis alpina）为十字花科南芥属下的一个种。

## 扩展阅读
- 維基物種上的相關：高山南芥